# Rävtjärnet (Södra Finnskoga socken, Värmland)
Rävtjärnet är en sjö i Torsby kommun i Värmland och ingår i Göta älvs huvudavrinningsområde. Sjöns area är 0,031 kvadratkilometer och den befinner sig 398 meter över havet.